# Anchusa ochroleuca
Buglosse jaunâtre
Espèce
La Buglosse jaunâtre (Anchusa ochroleuca) est une espèce de plantes de la famille des Boraginacées.